# 萨沃尼耶尔
萨沃尼耶尔（法語：Savonnières，法語發音：[savɔnjɛʁ] ⓘ）是法国安德尔-卢瓦尔省的一个市镇，位于该省中西部，镇中心位于谢尔河左岸，距离省会图尔市区以西约13公里，属于图尔区和图尔-卢瓦尔河谷都会区。该市镇的总面积为16.46平方公里，海拔在37至96米之间，2022年1月1日时的人口为3,346人。

## 地理
萨沃尼耶尔（47°20'52"N, 0°32'54"E）面积16.46 平方千米，位于法国中央-卢瓦尔河谷大区安德尔-卢瓦尔省，该省份为法国中西部省份，北起萨尔特省、东北接卢瓦-谢尔省，东南接安德尔省，南至维埃纳省，西临曼恩-卢瓦尔省。
与萨沃尼耶尔接壤的市镇（或旧市镇、城区）包括：巴朗-米雷、贝尔特奈、德吕、圣热努、维朗德里。
萨沃尼耶尔的时区为UTC+01:00、UTC+02:00（夏令时）。

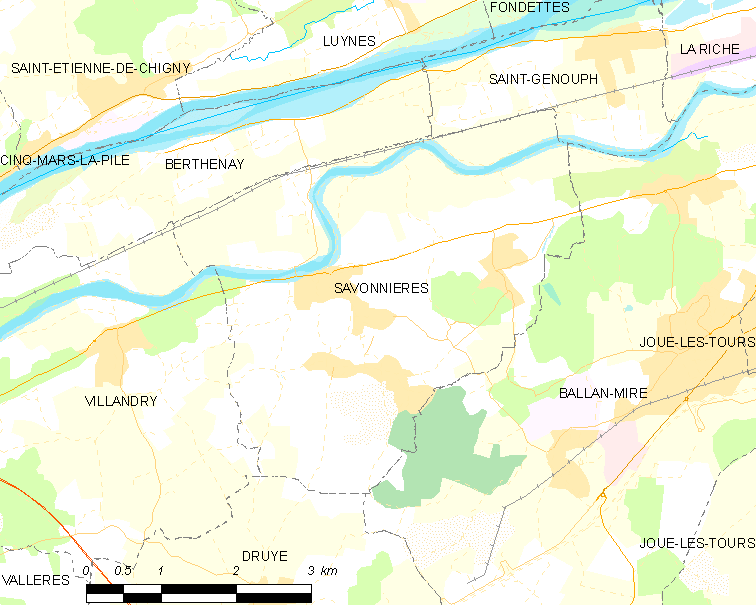
萨沃尼耶尔的OSM定位图

## 行政
萨沃尼耶尔的邮政编码为37510，INSEE市镇编码为37243。

## 政治
萨沃尼耶尔所属的省级选区为巴朗-米雷县。

## 交通
安德尔-卢瓦尔省省道D7线沿谢尔河左岸经过萨沃尼耶尔镇中心，与省道D288线和D300线交汇。
萨沃尼耶尔站位于图尔－圣纳泽尔铁路线上，停靠往返于图尔和索米尔之间的区域列车。
图尔公交32路经过境内。

## 人口

1962-2008年间萨沃尼耶尔人口变化图示

萨沃尼耶尔于2022年1月1日时的人口数量为3346人。